# Queraunofobia
Queraunofobia é o medo de trovões e raios.

## Descrição
Como qualquer fobia, trata-se de um medo extremo e irracional, sem razão lógica e sem controle. Os sintomas da queraunofobia aparecem quando surgem os primeiros raios e trovões. As reações podem ser as mais diversas, incluindo ataques de ansiedade. Alguns sintomas mais comuns são palpitação, suor excessivo, tremores, boca seca, náusea, falta de concentração, medo de morrer e um sentimento de estar fora do mundo real. Existem muitas opções de terapia para lidar com esse medo extremo de tempestades. Quando estratégias simples como aprender mais sobre as tempestades não funcionam, é necessário procurar um profissional qualificado, como um terapeuta. Nesse caso, o meio mais usado para combater a fobia é expor o paciente de uma forma controlada aos sons e sensações de tempestades, com ajuda de aparelhos de som. Hipnoterapia também é um método bastante utilizado, por ser menos invasivo. Em casos extremos, são utilizados remédios para combater a ansiedade, mas devem sempre estar associados a uma terapia.